# نیچیزو
نیچیزو ((به ژاپنی: 日像 Nichizō)؛ ۱۲۶۹ – ۱۳۴۲) به عنوان یکی از نه شاگرد ارشد نیچیرو (نباید با شش شاگرد ارشد نیچیرن اشتباه شود). او مسئول به رسمیت شناختن رسمی بوداگرایی نیچیرن در سال ۱۳۲۱ بود. او در حین تلاش برای رسیدن به این هدف، دو بار تبعید شد.